# ヴィンス・フリン
ヴィンス・フリン（Vince Flynn、本名：ヴィンセント・フリン〈Vincent Flynn〉、1966年4月6日 - 2013年6月19日）は、アメリカ合衆国の小説家。ミネソタ州セントポール出身。テロリズムをテーマとした著書が多い。テレビドラマ『24 -TWENTY FOUR-』シーズン5ではストーリーのコンサルタントを務めた。

## 来歴
1984年にセント・トーマス・アカデミーを、1989年にセント・トーマス大学ミネソタ校を卒業。卒業後はクラフト・フーズに会計とマーケティングの専門家として勤務。1991年、海兵隊のパイロットになる夢を追ってクラフトを退社。養成学校を卒業する1週間前、医学的な問題で海兵隊の飛行プログラムを受ける資格が得られなかった。ディスレクシアを克服するために努力し、毎日毎日読書きを繰り返した。フリンの文体は、この時に使用したヘミングウェイ、ラドラム、クランシー、トールキン、ヴィダル、アーヴィングの影響が見られる。
この時、小説に興味を持ったことが自分で書こうと思うきっかけとなった。セントポール地域でバーテンダーとして働きながら、処女作"Term Limits" を書き上げ、自費出版した。フリンは当時のことを「マーティン・L・グロスの"The Government Racket: Washington Waste from A to Z" を読んだばかりで、今までに読んだ政治の本にがっかりしていた。ワシントンを変えられないだろうかとジョギングしながら考えていたら、数年前の夏にワシントンD.C.で射殺された友人のことを思い出した。そのまま走り続けていたら、ストーリーが浮かんだんだ。」と述べている。同作は1998年にポケット・ブックスからハードカバーで、1999年にペーパーバックで出版されると、『ニューヨーク・タイムズ』のベストセラーリストに数週間掲載され続けた。1999年に2作目となる"Transfer of Power" を、2000年に『謀略国家』を、2001年に『強権国家』を続けて出版し、『強権国家』はベストセラーリストで第7位まで上った。
処女作"Term Limits" を除き、フリンの作品は全てテロリズムに対抗するCIAの暗殺者ミッチ・ラップが主人公のシリーズである。
2008年2月、CBSコーポレーションの映画化プロジェクトに同意した。映画プロデューサーのロレンツォ・ディ・ボナヴェンチュラがミッチ・ラップ シリーズの製作の交渉に入った。版元のアトリア・ブックスはフリンの作品から4冊の権利を獲得した。2010年8月、元軍人で作家のブライアン・ヘイグとの共著で新シリーズ2冊の執筆の契約を結んだ。
2011年2月1日、ファン向けのニュースレターで前立腺癌のステージIIIで治療中であることを告白した。
2013年6月19日午前1時15分、3年の闘病の末、家族や友人に看取られながら死去、47歳だった。

## 作品リスト
- Term Limits (1997)

### ミッチ・ラップ シリーズ
詳細はMitch Rappを参照。文末の数字はストーリーの順を示す。
1. Transfer of Power (1999) (3)
2. The Third Option (2000) (4)
  - 謀略国家（2002年10月、二見文庫、結城山和夫訳）
3. Separation of Power (2001) (5)
  - 強権国家（2003年2月、二見文庫、結城山和夫訳）
4. Executive Power (2003) (6)
5. Memorial Day (2004) (7)
6. Consent to Kill (2005) (8)
7. Act of Treason (2006) (9)
8. Protect and Defend (2007) (10)
9. Extreme Measures (2008) (11)
10. Pursuit of Honor (2009) (12)
11. American Assassin (2010) (1)
12. Kill Shot (2012) (2)
13. The Last Man (2012) (13)
14. The Survivor (2015) (14) - カイル・ミルズがシリーズを書き継いだ。